# Jean Champion
Pour les articles homonymes, voir Champion (homonymie).
Jean Champion est un acteur français de cinéma et de théâtre, né le 9 mars 1914 à Chalon-sur-Saône (Saône-et-Loire) et mort le 23 mai 2001 dans cette même ville.

## Biographie
Dans une carrière s'étalant sur plus d'une trentaine d'années, Jean Champion a joué, la plupart du temps dans de petits rôles, sous la direction des plus fameux réalisateurs de l'époque, dont Agnès Varda, Alain Resnais, Jacques Demy, François Truffaut ou Jean-Pierre Melville.
Il est notamment connu pour son rôle de l'inspecteur dans le film Le Maître d'école de Claude Berri (1981), celui du client du bar refaisant la bataille de l'Atlantique dans Le Crabe-Tambour,  celui du curé dans Coup de torchon de Bertrand Tavernier (1981) et le producteur exécutif du film tourné dans La Nuit américaine de François Truffaut (1973).
Il est inhumé au cimetière de Gergy (Saône-et-Loire).

## Filmographie

### Cinéma
- 1962 : Cléo de 5 à 7 d'Agnès Varda : Le patron du café
- 1962 : Le Jour le plus long (The Longest Day) de Ken Annakin : Figuration
- 1962 : Muriel ou le Temps d'un retour d'Alain Resnais : Ernest
- 1963 : La Foire aux cancres de Louis Daquin
- 1963 : Le Journal d'un fou de Roger Coggio
- 1964 : Les Parapluies de Cherbourg de Jacques Demy : Aubin
- 1964 : Monsieur de Jean-Paul Le Chanois : Le patron de l'hôtel
- 1966 : La Surface perdue de Dolorès Grassian (Court-métrage)
- 1967 : Le Voleur de Louis Malle : Le patron de l'Hôtel de la Biche
- 1967 : Mise à sac d'Alain Cavalier : Kerini
- 1969 : La Chasse royale de François Leterrier : Metzer
- 1970 : Le Cercle rouge de Jean-Pierre Melville : Le garde-barrière
- 1971 : La Cavale de Michel Mitrani : Le directeur de la prison
- 1971 : La Poule de Luc Béraud (Court-métrage)
- 1972 : Les Caïds de Robert Enrico
- 1973 : La Nuit américaine de François Truffaut : Bertrand
- 1973 : Chacal (The day of the jackal) de Fred Zinnemann
- 1973 : L'Invitation de Claude Goretta : Alfred
- 1974 : Le Fantôme de la liberté de Luis Buñuel : Le 1er médecin
- 1975 : Section spéciale de Costa-Gavras : L'avocat général Gouinot
- 1976 : Monsieur Klein de Joseph Losey : Le gardien de la morgue
- 1977 : Il était une fois la légion (March or die) : Le ministre
- 1977 : Le Crabe-tambour de Pierre Schœndœrffer le client du bar à Terre-neuve
- 1978 : Le Sucre de Jacques Rouffio
- 1979 : Félicité de Christine Pascal : Le médecin
- 1979 : Retour en force de Jean-Marie Poiré : Un membre de l'amicale de la R.A.T.P.
- 1980 : L'Honorable Société d'Anielle Weinberger : Gaston de Marcilly
- 1980 : Une robe noire pour un tueur de José Giovanni : Le père de Reynolds
- 1980 : Les Jeux de la comtesse Dolingen de Gratz de Catherine Binet : Un convive
- 1980 : Viens chez moi j'habite chez une copine de Patrice Leconte : Le patron du Taxi-Frêt
- 1981 : Coup de torchon de Bertrand Tavernier : Le curé
- 1981 : Le Maître d'école de Claude Berri : L'inspecteur
- 1981 : Une histoire dérisoire de Michel Campioli : Le médecin
- 1982 : Les Fantômes du chapelier de Claude Chabrol : Le sénateur Laude
- 1982 : Le cachot de Michel Sibra (Court-métrage)
- 1984 : Le sang des autres de Claude Chabrol : Liftier Meurice
- 1984 : L'amour à mort de Alain Resnais : Voix
- 1988 : Bernadette de Jean Delannoy : Un chanoine
- 1989 : La Vie et rien d'autre de Bertrand Tavernier : Lagrange
- 1989 : I Want to Go Home (Je veux rentrer à la maison) de Alain Resnais : Le chauffeur de taxi
- 1995 : Les anges gardiens de Jean-Marie Poiré : Le grand-père du père Tarain

### Télévision
- 1957-1966 : En votre âme et conscience (série télévisée)
- 1959-1962 : La Belle Équipe d'Ange Casta (Série TV)
- 1965 : Belphégor (série télévisée) : L'indicateur
- 1965 : Le mystère de la chambre jaune de Jean Kerchbron (Téléfilm) : M. Bernier
- 1967 : Rue barrée (série télévisée) : Le commandant
- 1970 : La Marquise de Brinvilliers (série télévisée)
- 1971 : Les dossiers du professeur Morgan (série télévisée)
- 1974 : Un jeune homme seul (Téléfilm) : Commissaire Blanchard
- 1974 : Ardéchois cœur fidèle de Jean-Pierre Gallo (série télévisée) : Ambroise
- 1976 : Messieurs les jurés (série télévisée) : Léon Frapel
- 1976 : Dîner de famille (Téléfilm) : Hector
- 1977 : Un juge, un flic (série télévisée) : Dr. Morel
- 1977 : Les rebelles (Téléfilm) : Alberic Tarricues
- 1977 : Milady (Téléfilm) : Chapuzot
- 1978 : Un professeur d'américain (Téléfilm) : La patron du café Alma
- 1978 : Les Brigades du Tigre, épisode L'ange blanc de Victor Vicas : Henri Chaumette
- 1979 : Pierrot mon ami (téléfilm) : Tortose
- 1979 : Roméo et Baucis (Téléfilm) : Maurice
- 1980 : Les Héritiers (série télévisée) : Michon
- 1980 : 1947: La première crise de la IVème république (Téléfilm) : Paul Ramadier
- 1981 : Les Gaietés de la correctionnelle (série télévisée) : Le substitut 2
- 1981 : La double vie de Théophraste Longuet (Téléfilm) : Ambroise Sampic
- 1981 : Le bonheur des tristes (Téléfilm) : Le vagabond
- 1982 : Otototoï (Téléfilm) : Le notaire
- 1982 : Une voix la nuit (Téléfilm) : Augustin
- 1982 : La Taupe (série télévisée) : Monsieur La Pierre
- 1982 : Médecins de nuit de Stéphane Bertin, épisode : Jo Formose (série télévisée) : Le curé
- 1983 : Les Nouvelles Brigades du Tigre de Victor Vicas, épisode Les Princes de la nuit de Victor Vicas: Le Baron
- 1983 : Par ordre du Roy (Téléfilm) : Le père confesseur
- 1984 : L'Appartement (Téléfilm) : Juge Malembert
- 1984 : Le soleil se lève aussi (série télévisée) : Jean
- 1988 : Série noire (série télévisée) : Papy Verdun
- 1989 : V comme vengeance (série télévisée) : Bourgeron
- 1990 : Imogène (série télévisée) : M. Sureau
- 1991 : Maigret (série télévisée) : Le patron de la quincaillerie
- 1996 : Mon père avait raison de Roger Vadim : Dr Mourier

## Théâtre
- 1947 : Huon de Bordeaux d'Alexandre Arnoux, mise en scène Georges Douking, Centre dramatique de l'Est
- 1953 : Huon de Bordeaux d'Alexandre Arnoux, mise en scène Georges Douking, Théâtre des Célestins
- 1953 : Flamineo de Robert Merle, mise en scène Georges Douking, Théâtre des Célestins
- 1954 : La Sauvage de Jean Anouilh, mise en scène Michel Saint-Denis, Comédie de l'Est
- 1955 : La Tragédie de Roméo et Juliette de William Shakespeare, mise en scène Michel Saint-Denis, Comédie de l'Est
- 1956 : Chaud et froid ou L'Idée de monsieur Dom de et mise en scène Fernand Crommelynck, Théâtre de l'Œuvre
- 1956 : Les Bas-fonds de Maxime Gorki, mise en scène Sacha Pitoëff, Théâtre de l'Œuvre
- 1957 : Les Coréens de Michel Vinaver, mise en scène Jean-Marie Serreau, Théâtre de l'Alliance française
- 1958 : Ubu roi d'Alfred Jarry, mise en scène Jean Vilar, TNP Théâtre de Chaillot
- 1958 : Œdipe d'André Gide, mise en scène Jean Vilar, TNP Festival de Bordeaux, Festival d'Avignon
- 1958 : Les Caprices de Marianne d'Alfred de Musset, mise en scène Jean Vilar, Festival d'Avignon
- 1960 : Les Trois Sœurs d'Anton Tchekhov, mise en scène Sacha Pitoëff, Théâtre de l'Alliance française
- 1960 : Ubu roi d'Alfred Jarry, mise en scène Jean Vilar, TNP Théâtre de Chaillot
- 1961 : La Tragédie optimiste de Vsevolod Vichnevski, mise en scène Gabriel Garran, Festival d'Art dramatique d'Aubervilliers
- 1965 : La Cerisaie d'Anton Tchekhov, mise en scène Sacha Pitoëff, Théâtre Moderne
- 1968 : La Mère de Bertolt Brecht, mise en scène Jacques Rosner, TNP Théâtre de Chaillot
- 1972 : Victor ou les Enfants au pouvoir de Roger Vitrac, mise en scène Jean Bouchaud, Comédie de Caen
- 1974 : Le Maître du tambour de Jean Pélégri, mise en scène Alexandre Arcady, Théâtre de Suresnes
- 1975 : La Caverne d'Adullam de Jean-Jacques Varoujean, mise en scène Étienne Bierry, Théâtre de Poche Montparnasse

## Publications
- Troisième couteau, Librairie Séguier, 1989